# Pterinochilus
A Pterinochilus a madárpókfélék (Theraphosidae) családjának egyik neme.
Fajai Dél-, Közép-, és Kelet-Afrikában terjedtek el. Az egyes fajok elterjedéséhez lásd a „Fajok” szakaszt.

## Megjelenésük
Testük karcsú, hátpajzsukon csillag alakú alakzat figyelhető meg, utótestük is mintázott. Mérgük erős. A nőstények hossza fajtól függően 35-55 mm, a hímek kisebbek.

## Életmódjuk
Éjszaka aktív, igen agresszív vadászok. A talajban és sziklák között kamrák és folyosók kiterjedt hálózatát szövik.
A nőstények a kokont nem hordozzák, hanem beépítik a hálójukba. A nagyjából 150 utód 5 hét múlva kel ki, és gyorsan fejlődik.

## Fajok
A nembe 10 faj tartozik:
- Pterinochilus alluaudi Berland, 1914 - Kenya
- Pterinochilus andrewsmithi Gallon, 2009 - Kenya
- Pterinochilus chordatus (Gerstäcker, 1873) - Kelet-Afrika
- Pterinochilus cryptus Gallon, 2008 - Angola
- Pterinochilus lapalala Gallon & Engelbrecht, 2011 - Dél-Afrika
- Pterinochilus lugardi Pocock, 1900 - Southern, Kelet-Afrika
- Pterinochilus murinus Pocock, 1897 - Angola, Közép-, Kelet-, Dél-Afrika
- Pterinochilus raygabrieli Gallon, 2009 - Kenya
- Pterinochilus simoni Berland, 1917 - Angola, Kongó
- Pterinochilus vorax Pocock, 1897 - Angola, Közép-, Kelet-Afrika